# Ernest Quost
Ernest Quost, né le 24 février 1842 à Avallon (Yonne) et mort le 24 mars 1931 à Paris (9e arrondissement), est un peintre français.

## Biographie
Peintre de paysages urbains animés, paysages, natures mortes, fleurs et fruits, pastelliste. Impressionniste. Probablement élève de Horace Aumont (1839-1864) pendant son séjour à Paris. Il débute au Salon de Paris en 1866, et continue d'exposer au Salon des artistes français. En 1869, il épouse Mathilde Isabelle Lætitia Chefdhotel ; Charles Houry est témoin du mariage. Parmi leurs enfants nait en 1877 la future peintre Suzanne Quost. Il est médaillé en 1880, 1882, sociétaire en 1887, de nouveau médaillé en 1889 pour l'Exposition universelle de Paris de 1889 (médaille d'argent), 1890 et 1900, hors-concours pour l'Exposition universelle. Fait chevalier de la Légion d'honneur en 1883, et officier en 1903,.
Ernest Quost est un « peintre de Paris », de l'animation des boulevards, des bals populaires, dont il relève d'abord de nombreux croquis, exploités ensuite en atelier où il a comme élève, Montézin. Ses fleurs sont appréciées par Claude Monet et Vincent van Gogh, qui, dans une lettre à son frère Théo, fait allusion « aux roses du père Quost ».

## Distinctions
- Officier de la Légion d'honneur (décret du 20 mai 1903). Nommé chevalier en 1893.

## Musées
- Bernay (Musée des beaux-arts) :
  - Fleurs.
- Castres :
  - Le Ru fleuri.
- Gray
  - Étude de pommier.
- Limoges :
  - Clochetons et rosaces .
- Nancy (Musée des Beaux-Arts) :
  - La Corbeille de glaïeuls.
- Paris (Musée d'Orsay) :
  - Fleurs à planter.
  - La Serre.
  - Paysage.

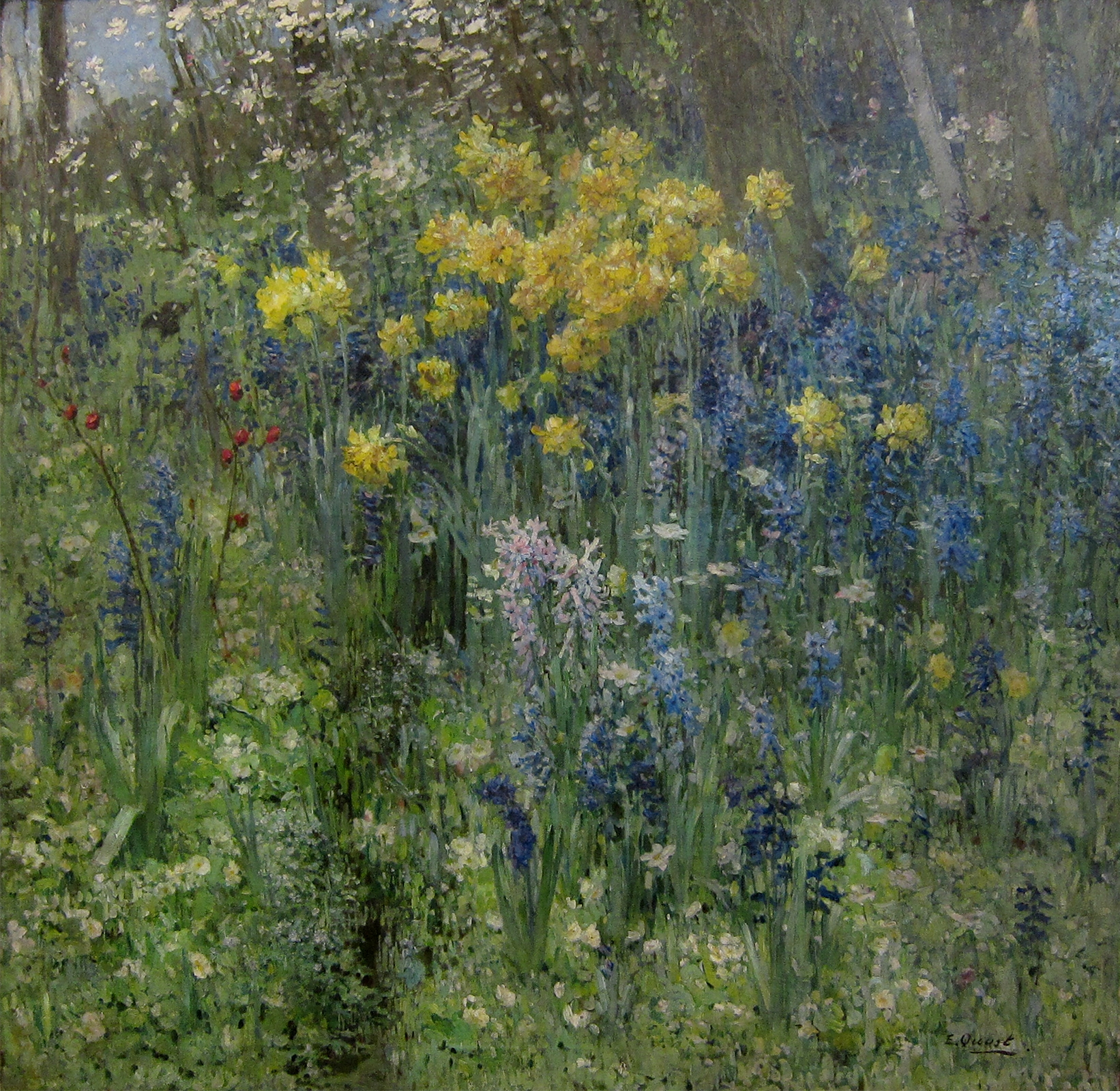
Fleurs de Pâques de Ernest Quost.

- Paris (Mus. Marmottan, Claude Monet et ses amis :
  - Fleurs.
- Rouen :
  - Chanson d'avril.